# Bernd Mayer (Pharmakologe)

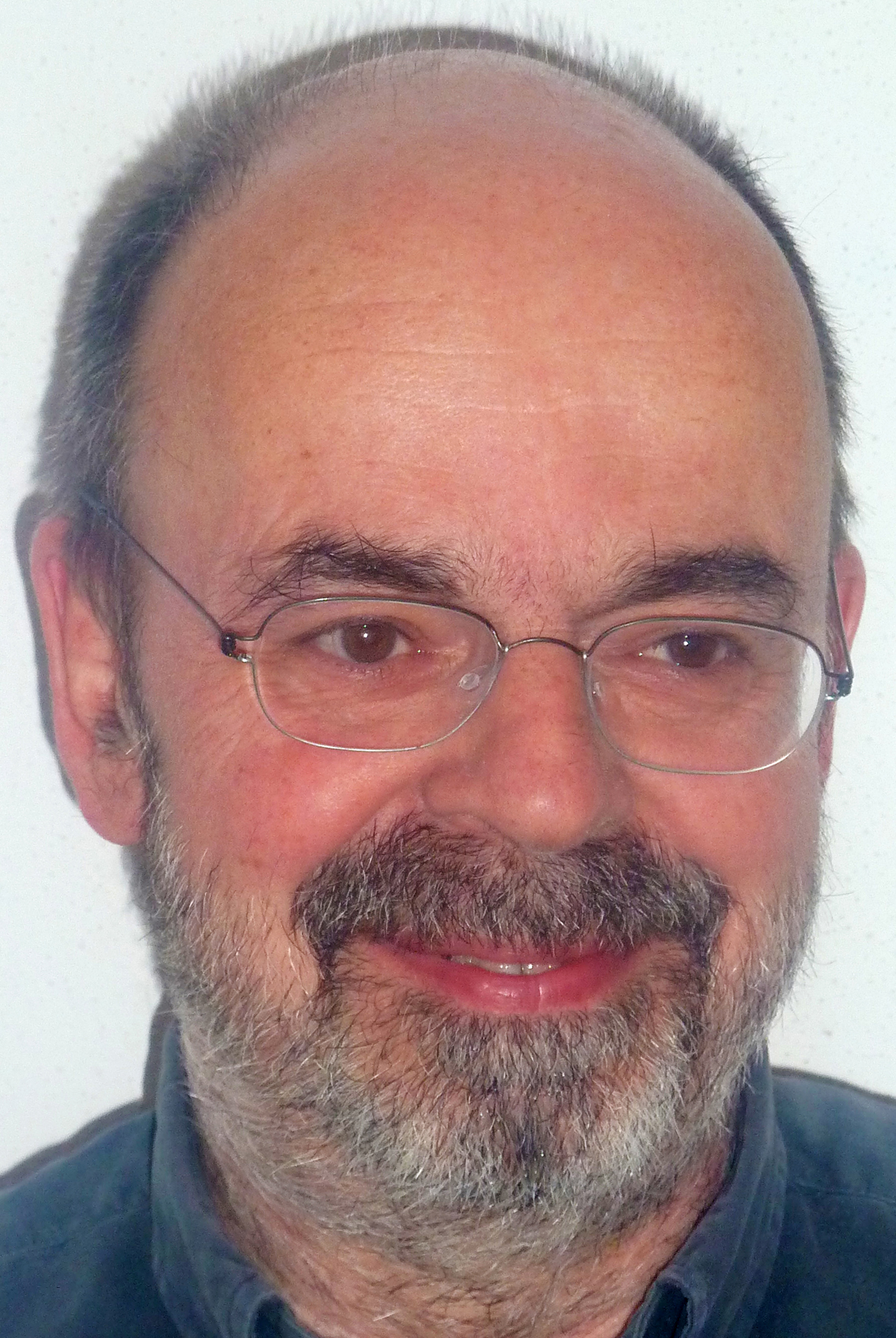
Bernd Mayer (2015)

Bernhard-Michael Mayer, auch Bernd Mayer  (* 25. Juli 1959 in Graz) ist ein österreichischer Pharmakologe und Professor an der Universität Graz.

## Werdegang
Mayer studierte in Graz Chemie und Physik und wurde nach seiner Dissertation an der Universitätskinderklinik unter der Betreuung von Hermann Esterbauer am Institut für Biochemie 1983 zum Dr. phil. promoviert. Danach war er bis 1987 als Universitätsassistent am Institut für Pharmakodynamik und Toxikologie tätig. Von 1988 bis 1991 forschte Mayer als Stipendiat der Alexander von Humboldt-Stiftung und wissenschaftlicher Mitarbeiter am Institut für Pharmakologie der FU Berlin bei Eycke Böhme und Günter Schultz. Nach seiner Rückkehr nach Graz hat er sich 1991 für das Fach Biochemische Pharmakologie habilitiert. Von 1991 bis 1998 war er außerordentlicher Universitätsprofessor am Institut für Pharmakologie und Toxikologie, von 1997 bis 2004 auch Institutsvorstand. 1999 wurde er zum Ordentlichen Universitätsprofessor für Pharmakologie und Toxikologie ernannt. Von 1998 bis 2002 leitete Mayer die Sektion Graz der Österreichischen Gesellschaft für Molekulare Biowissenschaften und Biotechnologie. Von 2003 bis 2012 war Mayer Mitglied des Kuratoriums in der Abteilung Biomed des Österreichischen Wissenschaftsfonds (FWF).
Seit 2004 leitet er den Bereich Pharmakologie und Toxikologie am damals neu gegründeten Institut für Pharmazeutische Wissenschaften in Graz.

## Forschung
Mayer beschäftigt sich mit biologischer Signalverarbeitung in Blutgefäßen und im Herzen. Die Schwerpunkte seiner Arbeit sind Stickstoffmonoxid (NO), NO-Synthasen, cyclisches GMP, oxidativer Stress, und organische Nitrate.
2014 veröffentlichte er eine Arbeit über die letale Dosis von Nicotin. Dort identifizierte er das Lehrbuch der Intoxikationen von Rudolf Kobert aus dem Jahr 1906 als Quelle für die bis dahin allgemein akzeptierte letale Nicotindosis (50–60 mg) am Menschen. Koberts Schätzung beruhte auf fragwürdigen Selbstversuchen, die der Wiener Pharmakologe Karl Damian von Schroff im Jahr 1856 beschrieben hatte. Anhand von Vergiftungsfällen mit dokumentierten Nikotin-Blutspiegeln schlägt Mayer in dem Zeitschriftenbeitrag 500 bis 1000 mg als Untergrenze für die letale Wirkung von oral aufgenommenem Nikotin am Menschen vor.
Seit 2005 beschäftigt er sich mit den gesundheitlichen Aspekten von elektrischen Zigaretten und engagiert sich öffentlich für die Akzeptanz dieser Produkte als weniger schädliche Alternative zu Tabakzigaretten. Im September 2020 veröffentlichte er zu diesem Thema ein populärwissenschaftliches Buch.

## Werke
- 2020: Die E-Zigarette: Fakten und Mythen. Delta X Verlag, Wien 2020. ISBN 978-3-903229-22-8

## Auszeichnungen und Ehrungen
- 1989 Stipendium der Alexander von Humboldt-Stiftung
- 1993 Herba-Preis
- 1995 Sandoz-Preis für Biologie
- 1999 Forschungspreis Land Steiermark
- 2009 Erwin Schrödinger-Preis der Österreichischen Akademie der Wissenschaften
- 2010 Korrespondierendes Mitglied der Österreichischen Akademie der Wissenschaften
- 2013 Phönix Wissenschaftspreis für Pharmazie (Pharmakologie)